# Néstor Aquino
Néstor Aquino, vollständiger Name Néstor Martín Aquino Vergara, (* 12. Juni 1980) ist ein uruguayischer Straßenradrennfahrer.
Néstor Aquino entschied 1999 die Gesamtwertung der Doble Melo-Treinta y Tres zu seinen Gunsten. 2002 wurde er Dritter bei der Competencia del Cruz del Sur. 2004 folgten zwei Platzierungen als Etappenzweiter bei der Rutas de América und bei der Vuelta Ciclista del Uruguay. Bei letztgenanntem Etappenrennen sicherte er sich auch die Auszeichnung des Premio Cima. Im nächsten Jahr belegte er auf dem ersten Teilstück der Rutas de America wieder den zweiten Platz. Seinen Erfolg bei der Doble Melo-Treinta y Tres wiederholte er bei der Austragung des Jahres 2006. Im Folgejahr belegte er dort den dritten Gesamtrang und fuhr am zweiten Tag des Wettbewerbs auf den zweiten Platz des Tagesklassements. Ebenfalls 2007 wurde er Vierter bei der uruguayischen Meisterschaft im Straßenrennen, wobei er auf dem ersten und zweiten Teilstück den fünften bzw. dritten Platz belegte. In der Saison 2008 gewann Aquino eine Etappe bei der Vuelta al Chana. Bei den großen Rundfahrten Rutas de América und Vuelta Ciclista del Uruguay rangierte er im Endklassement auf dem fünften bzw. 41. Platz. Im erstgenannten Wettbewerb musste er sich zudem auf der ersten von Minas mach Rocha führenden Etappe nur dem Tagessieger geschlagen geben. 2009 wurde er bei der Austragung in Florida Uruguayischer Meister im Straßenrennen. Wenige Wochen später belegte er in der Gesamtwertung der Rutas de América den 11. Platz.

## Erfolge
2009
- Uruguayischer Meister – Straßenrennen